# Liga a IV-a Tulcea
Liga a IV-a Tulcea este principala competiție fotbalistică din județul Tulcea, organizată de Asociația Județeană de Fotbal (AJF) Tulcea, situată în al patrulea eșalon al sistemului de ligi al fotbalului românesc.
Competiția este disputată de un număr variabil de echipe, în funcție de numărul echipelor retrogradate din Liga a III-a, al celor promovate din Liga a V-a Tulcea, precum și al echipelor care se retrag sau se înscriu în competiție. Campioana poate sau nu să promoveze în Liga a III-a, în funcție de rezultatul barajului de promovare disputat împotriva campioanei dintr-o serie județeană vecină.

## Istoric
În 1968, în urma noii reorganizări administrative și teritoriale a țării, fiecare județ a înființat propriul campionat de fotbal, integrând echipele din fostele campionate regionale, precum și echipele care evoluau anterior în competițiile orășenești și raionale. Proaspăt înființatul Campionat Județean Tulcea a fost pus sub autoritatea nou-înființatului Consiliu Județean pentru Educație Fizică și Sport (CJEFS) Tulcea.
De atunci, structura și organizarea Ligii a IV-a Tulcea, la fel ca în cazul multor alte campionate județene, au suferit numeroase schimbări. Între 1968 și 1992, principala competiție județeană a fost cunoscută sub numele de Campionatul Județean. Între 1992 și 1997, a fost redenumită Divizia C – Faza Județeană, apoi Divizia D, începând cu anul 1997, iar din 2006 este cunoscută ca Liga a IV-a.

## Lista campioanelor
| Ed.                  | Sezon                | Campioană               |
| Campionatul Județean | Campionatul Județean | Campionatul Județean    |
| -------------------- | -------------------- | ----------------------- |
| 1                    | 1968–69              | Minerul Măcin           |
| 2                    | 1969–70              | Vulturul Tulcea         |
| 3                    | 1970–71              | Granitul Babadag        |
| 4                    | 1971–72              | Minerul Măcin           |
| 5                    | 1972–73              | Arrubium Măcin          |
| 6                    | 1973–74              | Recolta Frecăței        |
| 7                    | 1974–75              | Minerul Măcin           |
| 8                    | 1975–76              | Alumina Tulcea          |
| 9                    | 1976–77              | Granitul Babadag        |
| 10                   | 1977–78              | Arrubium Măcin          |
| 11                   | 1978–79              | Progresul Isaccea       |
| 12                   | 1979–80              | Viitorul Mahmudia       |
| 13                   | 1980–81              | Granitul Babadag        |
| 14                   | 1981–82              | Șoimii Topolog          |
| 15                   | 1982–83              | Șoimii Topolog          |
| 16                   | 1983–84              | Granitul Babadag        |
| 17                   | 1984–85              | Granitul Babadag        |
| 18                   | 1985–86              | Minerul Mahmudia        |
| 19                   | 1986–87              | Săgeata Stejaru         |
| 20                   | 1987–88              | Granitul Babadag        |
| 21                   | 1988–89              | Razelm Unirea Jurilovca |
| 22                   | 1989–90              | Fortuna Tulcea          |
| 23                   | 1990–91              | Granitul Babadag        |
| 24                   | 1991–92              | ASA Babadag             |

| Ed.                        | Sezon                      | Campioană                  |
| Divizia C – Faza Județeană | Divizia C – Faza Județeană | Divizia C – Faza Județeană |
| -------------------------- | -------------------------- | -------------------------- |
| 25                         | 1992–93                    | Șantierul Naval Tulcea     |
| 26                         | 1993–94                    | ASA Babadag                |
| 27                         | 1994–95                    | Delta Ferom Tulcea         |
| 28                         | 1995–96                    | Săgeata Stejaru            |
| 29                         | 1996–97                    | Săgeata Stejaru            |
| Divizia D                  |                            |                            |
| 30                         | 1997–98                    | Șantierul Naval Tulcea     |
| 31                         | 1998–99                    | Șantierul Naval Tulcea     |
| 32                         | 1999–00                    | Voința Beștepe             |
| 33                         | 2000–01                    | Dinamo Tulcea              |
| 34                         | 2001–02                    | Dinamo Tulcea              |
| 35                         | 2002–03                    | Dinamo Tulcea              |
| 36                         | 2003–04                    | Dinamo Tulcea II           |
| 37                         | 2004–05                    | Dinamo Coral Tulcea        |
| 38                         | 2005–06                    | Razim Jurilovca            |
| Liga a IV-a                |                            |                            |
| 39                         | 2006–07                    | Granitul Babadag           |
| 40                         | 2007–08                    | Săgeata Stejaru            |
| 41                         | 2008–09                    | Stăruința Baia             |
| 42                         | 2009–10                    | Eolica Baia                |
| 43                         | 2010–11                    | Eolica Baia                |
| 44                         | 2011–12                    | Unirea Casimcea            |
| 45                         | 2012–13                    | Unirea Casimcea            |
| 46                         | 2013–14                    | Delta Dobrogea Tulcea      |

| Ed. | Sezon   | Campioană            |
| --- | ------- | -------------------- |
| 47  | 2014–15 | Granitul Babadag     |
| 48  | 2015–16 | Șoimii Topolog       |
| 49  | 2016–17 | Pescărușul Sarichioi |
| 50  | 2017–18 | Pescărușul Sarichioi |
| 51  | 2018–19 | Pescărușul Sarichioi |
| 52  | 2019–20 | Pescărușul Sarichioi |
| –   | 2020–21 | Nu s-a disputat      |
| 53  | 2021–22 | Viitorul Murighiol   |
| 54  | 2022–23 | Hamangia Baia        |
| 55  | 2023–24 | Pescărușul Sarichioi |
| 56  | 2024–25 | Pescărușul Sarichioi |

1. ↑  Nu s-a disputat din cauza Pandemiei de COVID-19 din România.